# Одлезельське озеро
Одлезельське озеро (чеськ. Odlezelské jezero, інколи Mladotické або Potvorovské) — наймолодше озеро Чехії, четверте за площею. Озеро та прилеглі до нього території є заповідною зоною.
Озеро розташоване за 40 км на північ від міста Пльзень, поблизу села Одлезли попід Потворовським пагорбом (546 м) (округ Пльзень-Північ). У нього впадають два потоки: Младотицький та Одлезельський. Озеро утворилося після паводку на Младотицькому потоці 25-26 травня 1872 року. У ніч з 27 на 28 травня гірські породи західного схилу пагорба зсунулися і перегородили потік. 
Імовірно, і до паводка схил був порушений внаслідок будівництва залізниці. Зсув зруйнував залізницю, згодом її відбудували по іншому боці долини. Також зруйнувалася дамба ставки, що знаходився декількома кілометрами нижче за течією; його не відбудовували.
Озеро витягнуте з півночі на південь. Площа озера становить 4,5 гектарів, довжина — близько 500 м, ширина коливається від 70 до 100 м. Уріз води має висоту 413 м над рівнем моря. Глибина озера — 7,7 м у 1972 році і 6,7 — за замірами 1999 року. Озеро повільно засмічується і зникне за декілька десятків років.
7 березня 1975 року озеро та навколишні території (68,3 гектарів) були оголошені заповідоною зоною, ще на 31 гектарі діяльність обмежена. Озеро дозволено використовувати для спортивного рибальства.
Найцікавіші види, знайдені в озері: беззубки (Anodonta anatina), елодея канадська, болотник, ряска мала, рдесник кучерявий, рдесник плавучий (Potamogeton natans). Зсув укритий лісом із ялини, сосни звичайної і чорної, модрини; трав'яний покрив складається з коротконіжки перистої, хвощу лісового, осоки повислої, ситника пониклого, лісового комишу, підбілу звичайного.
Територією прокладена туристична стежка.